# Shah Sofi
De Shah Sofi of Shah Safi is een bijzonder grote en luisterrijke parel die door de beroemde juwelier en wereldreiziger Jean-Baptiste Tavernier werd beschreven in zijn in 1676 verschenen boek "Le Six Voyages de Jean-Baptiste Tavernier". Op basis van de tekening van Tavernier werd de grote peervormige parel op een gewicht van 125 karaat oftewel 500 grein geschat. De parel was, zo meldde Tavernier, "zonder enige smet".
De parel werd in de zuidelijke Perzische Golf, bij El Katif gevonden in een Pinctada radiata, een oestersoort. De parel werd naar de toenmalige eigenaar sjah Safi van Perzië vernoemd. Safi regeerde over het Perzische rijk van 1629 tot 1642.
Abernathyparel ·
Parel van Bao Dai · 
La Pelegrina · 
Gogibus ·
Shah Sofi ·
La Peregrina ·
Sara/Tavernier/Shaista Khan · 
Parel van Allah ·
Parel van Karel I ·
Parel van Karel II ·
Jomonparel · 
Greshamparel ·
La Reine des Perles ·
Abernathyparel · 
La Huerfana · 
De Hopeparel · 
Imperial Hong Kong Pearl ·
La Régente ·
Parel van Koeweit ·
Manciniparels · 
Drexelparel ·
De Parel van Azië · 
Arco-Valleyparel · 
Christopher Walling Abaloneparel · 
Survivalparel · 
Oviedoparel ·
Queen/Patersonparel